# Aéroport d'El Calafate
L'aéroport international de El Calafate Comandante Armando Tola (code IATA : FTE • code OACI : SAWC) est un aéroport situé en Argentine à 23km du centre-ville de El Calafate. C'est l'aéroport argentin géographiquement situé le plus à l'ouest.
L'aéroport, inauguré en novembre 2000, remplace le vieillissant Aéroport Lago Argentino (code AITA: ING, code OACI: SAWA), qui ferme ses portes en 2006. La fréquentation, de plus de 500 000 passagers en 2018, fait de l'aéroport d'El Calafate la principale porte d'entrée pour le Parc national Los Glaciares, en Patagonie.
L'aéroport est relié presque exclusivement avec d'autres aéroports argentins, à l'exception de deux lignes opérant uniquement en saison estivale, à destination du Chili (aéroports de Punta Arenas et Puerto Natales).

## Statistiques
Pour des raisons techniques, il est temporairement impossible d'afficher le graphique qui aurait dû être présenté ici.

Voir la requête brute et les sources sur Wikidata.

## Compagnies aériennes et destinations
| Compagnies           | Destinations |
| -------------------- | --- |
| Aerolínas Argentinas | Buenos Aires-J. Newbery, Córdoba, Trelew-Almirante Zar (es), Ushuaïa En saison: Buenos Aires-Ezeiza, Rosario - îles Malouines (en), San Carlos de Bariloche (en), São Paulo/Guarulhos |
| Flybondi             | Buenos Aires-Ezeiza |
| JetSmart Argentina   | Buenos Aires-J. Newbery, Buenos Aires-Ezeiza |
| LADE                 | Comodoro Rivadavia, Rio Gallegos-N. Fernández, Rio Grande, Ushuaïa |

Edité le 13/12/2023

## Situation
| \| 100 km1:20 642 000 \| Bahía Blanca San Carlos de Bariloche Buenos Aires · J.-Newbery Buenos Aires · Ezeiza Buenos Aires · El Palomar Catamarca Comodoro Rivadavia Córdoba Corrientes El Calafate Esquel Formosa Gobernador Gregores San Salvador de Jujuy La Rioja Malargüe Mar del Plata Mendoza Neuquén Paraná Perito Moreno Puerto · Iguazú Puerto Madryn Reconquista Resistencia Río Cuarto Río Gallegos Río Grande Rosario Salta San Juan San Luis San Martín de los Andes San Rafael Santa Fe de la Vera Cruz Santa Rosa Santiago del Estero Sunchales Tandil Termas de Río Hondo Trelew Tucumán Ushuaia Viedma |
| 100 km1:20 642 000 |